# Serpentine (transport)
Pour les articles homonymes, voir Serpentine.
La Serpentine est un moyen de transport, en projet, fait de petites cabines sur roues sans chauffeur alimentées et dirigées par un rail magnétique invisible dissimulé dans la chaussée.

## Inventeur
Bernard Saugy, ingénieur

## Principe

### Transmission de l'énergie
Le « Magnétoglisseur » est une suite de bobines primaires enfouie dans la chaussée. Au passage de la cabine, on alimente la bobine proche en courant et elle transmet l'énergie à la bobine secondaire se trouvant sous le véhicule (principe d'un transformateur électrique sans fer).

### Guidage
Ces bobines permettent aussi le guidage du véhicule. Pour permettre le croisement des cabines on prévoit deux rails parallèles

### Sécurité
Un détecteur laser placé à l'avant arrête la cabine lors de la détection d'un obstacle.

### Appel d'une capsule
Des bornes de commande permettent à l'usager de commander une cabine, comme l'on appelle un ascenseur.

### Caractéristiques
- Jusqu'à 4 personnes par cabine
- Vitesse maximale: 18 km/h
- Moteur de 2,4 kW
- Rendement de transmission de l'énergie : 90 %
- 4 roues

## Histoire
- En 1982, est ainsi apparu le concept d’une voiture électrique individuelle qui reviendrait automatiquement à son point de départ.
- En 1996 une société est créée ayant pour but de démontrer la faisabilité du projet.
- En juillet 2001, CN Serpentine SA a installé la piste d’essai de 330 m à Lausanne au bord du lac devant le parc du Denantou à proximité du Musée olympique.
- Le projet est bloqué à cause de problèmes juridiques.
- Électricité de France (EDF) partenaire du projet.

## Problème juridique
- L’Office fédéral des transports suisse (OFT) ayant déterminé qu’il ne s’agissait pas d’un train mais d’un trolleybus, ce projet se heurte alors à la Convention de Vienne de 1968 sur le trafic qui prévoit un conducteur pour les véhicules, les ensembles de véhicules et les troupeaux de bétail.